# 쓰카모토 다이시
쓰카모토 다이시(일본어: 塚本 泰史, 1985년 7월 4일~)는 일본의 전 축구 선수이다.

## 구단 경력
과거 오미야 아르디자에서 활동하였다.